# Edificio Oberpaur
El Edificio Oberpaur es un inmueble ubicado en la intersección de las calles Huérfanos y Estado, en el centro de la ciudad de Santiago, Chile. Construido en el año 1929, es considerado el primer edificio moderno del país.

## Descripción
Fue construido por los arquitectos chilenos Sergio Larraín García-Moreno y Jorge Arteaga para el comerciante alemán Oberpaur, y estuvo inspirado en los Almacenes Schocken, obra de Erich Mendelsohn en 1928. A pesar de que originalmente iba a albergar unos grandes almacenes, terminó por cobijar oficinas y comercio en su nivel inferior.

### Esquina Goyescas
En sus primeros años ocupó su primer piso la tienda Oberpaur, que luego dio paso a El Goyesca, local que fue uno de los puntos de reunión de la ciudad. Oreste Plath recuerda que se allí se instaló la primera escalera mecánica chilena, siendo de gran atractivo para los niños. Aunque la tienda Oberpaur duró mucho tiempo, fue su sucesora, "El Goyescas", quien la inmortalizó en la memoria colectiva de la ciudad, al punto de que la esquina quedó registrada en la nomenclatura santiaguina como «la esquina Goyescas», precisamente en alusión a su fastuoso y concurrido local.[cita requerida]
El local cerró sus puertas el 31 de marzo de 1963. Sus grandes salones pasaron a ser el alojo de la zapatería "Artigas", una de las más finas y exclusivas que hayan existido en la ciudad de Santiago. Actualmente ocupa el espacio de la esquina Goyescas un local de la cadena de farmacias Salcobrand.[cita requerida]

## Estructura
El edificio cuenta con una gran curvatura en su fachada, y mantiene el lenguaje racionalista y la estructura de los edificios contiguos. Fue una obra que tenía características poco convencionales como plantas libres, espacios horizontales contiguos y la total ausencia de ornamentación.

## Propiedad
El edificio es de propiedad del Banco de Chile y en 2018 fue remodelado en su interior por el arquitecto Horacio Schmidt para el uso de oficinas y una sala de conferencias.